# Vrutci (Republika Serbska)
Vrutci (cyr. Врутци) – wieś w Bośni i Hercegowinie, w Republice Serbskiej, w mieście Sarajewo Wschodnie, w gminie Sokolac. W 2013 roku liczyła 12 mieszkańców.